# Tigrislégy

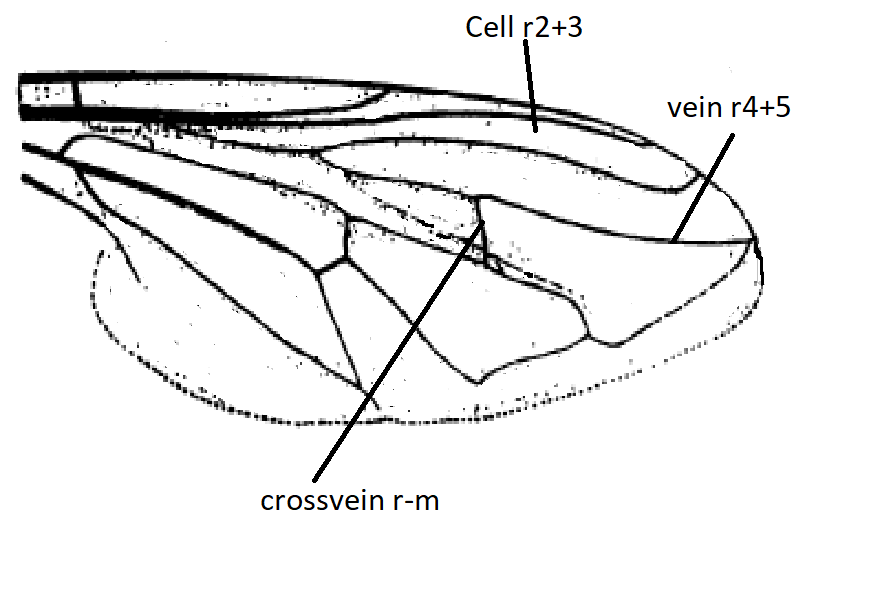
Szárnyának felépítése

A tigrislégy (Temnostoma) a zengőlegyek (Syrphoidea) öregcsaládjában a névadó zengőlégyfélék (Syrphidae) család herelégyfélék (Eristalinae) alcsaládjába sorolt tigrislégy-rokonúak (Temnostomina) nemzetségének névadó neme több mint 36 2021-ig leírt fajjal.

## Származása, elterjedése
A széles elterjedésű nemnek 8 faja él a Palearktikumban, Magyarországról mind a négy európai faj előfordul:
- ritka tigrislégy (Temnostoma apiforme)
- fekete tigrislégy (Temnostoma bombylans)
- déli tigrislégy (Temnostoma meridionale)
- sárga tigrislégy (Temnostoma vespiforme)

## Megjelenése, felépítése
Közepes vagy nagyobb, (13–17 mm-es) zengőlégy. Fekete torát és potrohát sárga foltok díszítik. Hasonlít az odú-zengőlégyre (Spilomyia) és a darazsakra.

## Életmódja, élőhelye
Xylofág (xyloszaprofág) lárvái korhadó tuskókban, fakorhadékban vagy elhalt fák kérge alatt fejlődnek.

## Fordítás
Ez a szócikk részben vagy egészben  a   Temnostoma című angol Wikipédia-szócikk ezen változatának fordításán alapul.  Az eredeti cikk szerkesztőit annak laptörténete sorolja fel. Ez a jelzés csupán a megfogalmazás eredetét és a szerzői jogokat jelzi, nem szolgál a cikkben szereplő információk forrásmegjelöléseként.